# تنا (کومونه)
تنا (به ایتالیایی: Tenna) یک کومونه در ایتالیا است که در ترنتینو واقع شده‌است. تنا ۳٫۱ کیلومتر مربع مساحت و ۹۱۸ نفر جمعیت دارد.